# Football Club Masar (féminines)
La section féminine du Football Club Masar est un club féminin de football égyptien basé au Caire.

## Histoire
En 2021, le Tutankhamun FC est racheté par l'homme d'affaires Mohamed Mansour, qui y développe une académie avec le groupe Right To Dream.
Le TUT FC remporte sa première coupe d'Égypte en 2023, en battant Al-Amiriya 2-1 en finale (doublé de la Burundaise Sandrine Niyankuru). La saison suivante, le club détrône Wadi Degla en championnat pour s'adjuger le premier titre de son histoire, puis domine le même adversaire en finale de coupe (4-2) pour réaliser le doublé. L'équipe est notamment emmenée par Hala Moustafa et la Burundaise Sandrine Niyonkuru, qui inscrit plus de 70 buts pendant la saison.
En 2024, le club change de nom pour devenir le FC Masar. Il participe au tournoi qualificatif de l'UNAF pour la Ligue des champions africaine et termine deuxième derrière l'AS FAR. Les Marocaines sont finalement qualifiées d'office comme hôtes du tournoi, offrant un billet au FC Masar.
Pour sa première participation, le club termine troisième après avoir perdu en demi-finale contre l'AS FAR (1-3), puis remporté la petite finale face aux Edo Queens (0-0, 4-3t. a. b.).
Le FC Masar conserve son titre de champion d'Égypte en 2024-2025.

## Palmarès
Championnat d'Égypte (2) :
- Champion en 2024 et 2025.

Coupe d'Égypte (2) :
- Vainqueur en 2023 et 2024.

Ligue des champions féminine de la CAF :
- Troisième en 2024.